# Portbou
Portbou (pronuncia: /pɔɾˈbɔw/) è un comune spagnolo di circa 1 400 abitanti, situato nella comunità autonoma della Catalogna.

## Geografia fisica
È l'ultimo centro urbano spagnolo sul Mar Mediterraneo, prima del confine con la Francia (con Cerbère), oltre che un importante punto di smistamento ferroviario.
Appartiene alla comarca dell'Alt Empordà e, venendo dalla Francia, è il primo paese della Costa Brava. L'Empordà è una delle regioni storiche della Catalogna, corrispondente alla comarca di Empúries. L'Alt Empordà ha come capoluogo Figueres ed è formata da basse colline della catena pirenaica, al confine con la Francia.

## Storia
Le prime informazioni su Portbou risalgono già al X secolo; ma il nome appare per la prima volta in un documento del 1609, nel quale si parla del diritto di pesca del monastero di Colera. Un altro documento riguardante la località, del 1748, è la domanda dell'abate del monastero di Besalù, al re Carlo III, onde poter popolare la montagna di Portbou, dove già aveva diritto di pesca. Nel 1849 il paese appare in documenti ufficiali come località della provincia di Gerona.
Una svolta nella storia di Portbou è data dall'accordo di Perpignano (1864), col quale Francia e Spagna decidono quale tracciato dovrà seguire la linea ferroviaria di comunicazione fra i due paesi, che viene stabilito passi per Portbou. Nel 1878 arriva il primo treno, viene costruita la stazione su progetto di Eiffel e s'insedia la dogana. In conseguenza di tutto ciò la popolazione residente aumenta, si costruiscono nuove abitazioni e si inizia anche la costruzione della parrocchiale neogotica di Santa Maria.
Nel 1885 Portbou è capoluogo del distretto di Colera ma nel 1934 le due località si separano e Portbou diventa un comune autonomo. Nel 1929, in occasione dell'Esposizione mondiale di Barcellona, la stazione ferroviaria del paese s'ingrandisce e diventa centro di smistamento ferroviario internazionale.
Nel 1940 il paese è teatro del suicidio in una camera dell'Hotel Franca (ormai demolito), del filosofo Walter Benjamin della Scuola di Francoforte, qui rifugiatosi per riparare alla persecuzione nazista e ossessionato dal timore di essere catturato dalla Gestapo.
Il 4 settembre 1990 viene rinvenuto, appeso a un ramo di una pineta, il cadavere di una ragazza. Rimasta per tre decenni senza identità, nel 2022 verrà identificata come Evi Rauter, scomparsa da Firenze il 3 settembre 1990.
Attualmente Portbou appare come un villaggio decadente, con diverse strutture abbandonate e pericolo di crollo. Nonostante questo gode di un piccolo turismo, concentrato soprattutto nei mesi estivi.

## Origine del nome
Dal punto di vista etimologico, Portbou significa porto per le barche da pesca: bou, infatti, è il nome catalano di un tipico peschereccio. In origine Portbou era per l'appunto un rifugio di barche da pesca quando le condizioni del mare non permettevano lo svolgimento dell'attività.

## Logo / Stemma di Portbou

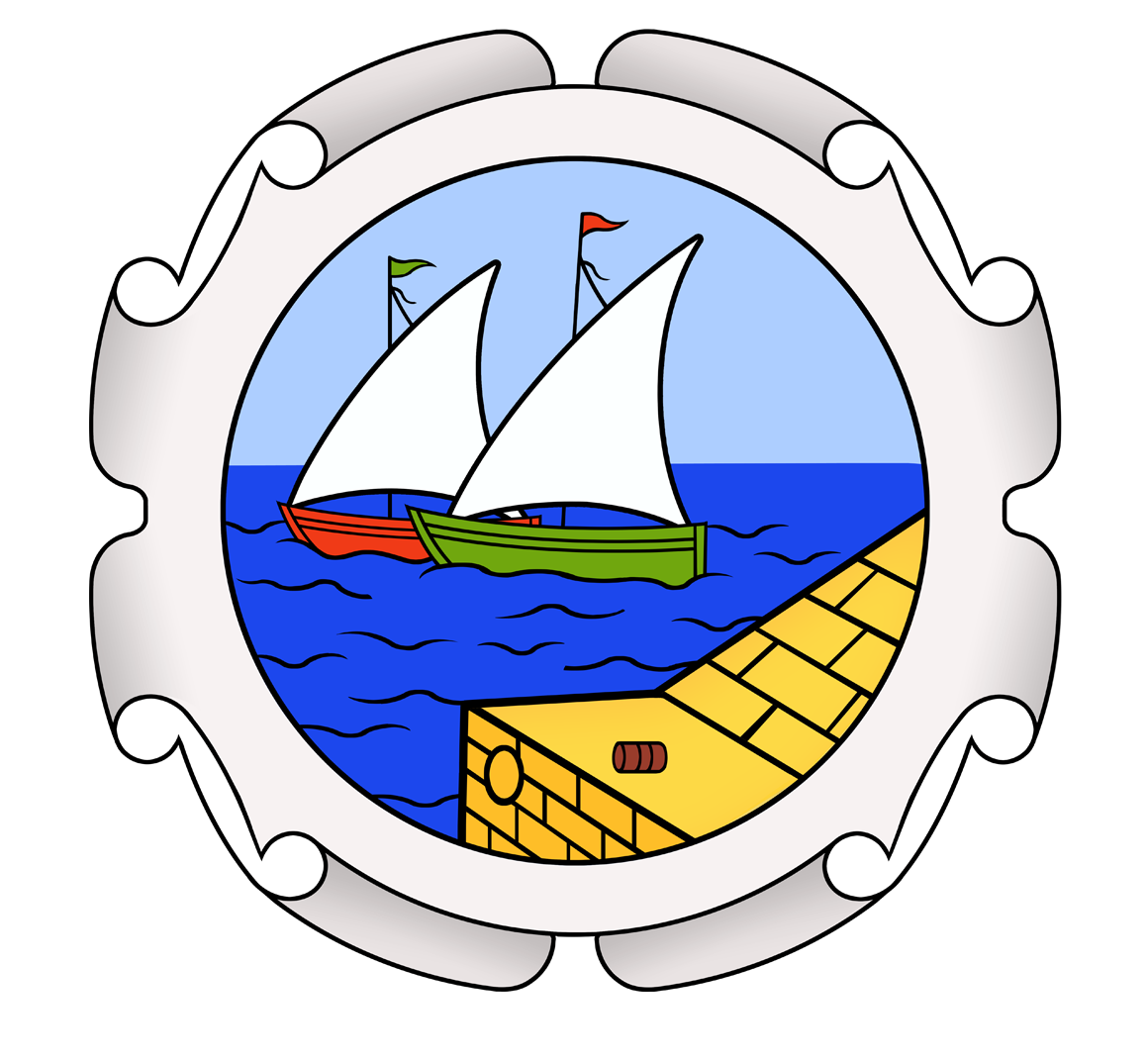
logo 1960.
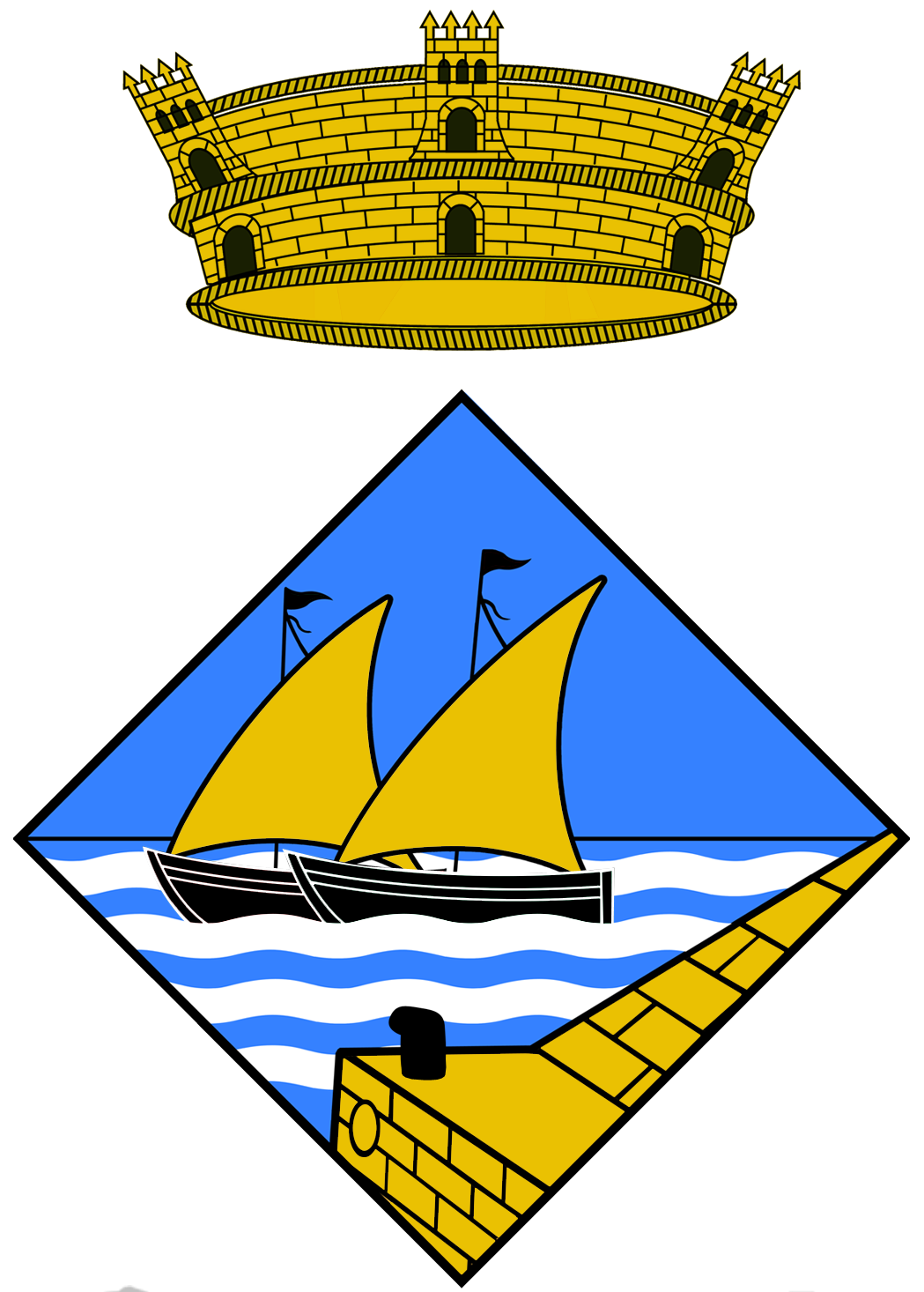
Stemma 2006
Logo 2007

## Economia

### Turismo
Attualmente a Portbou non vi sono più barche da pesca, ed il porto è dedicato esclusivamente al turismo, con tutte le attrezzature necessarie. Oltre al porto ci sono le spiagge di Platja del Pi, Platja del Claper e Les Tres Platjetes (le tre spiaggette).

## Società

### Tradizioni e folclore
Le feste, come nelle altre località catalane, sono numerose. Caratteristica è la Festa major, che termina con il correfoc, in cui bisogna essere svelti nello sfuggire ai petardi sibilanti lanciati da figuranti vestiti da diavoli. In queste feste si balla la sardana, danza folkloristica tipica della Catalogna, che sarebbe nata proprio nella comarca dell'Empordà ed avrebbe origini greche. Si tratta di un ballo tondo, lento, basato su musiche di strumenti a fiato.

## Galleria d'immagini

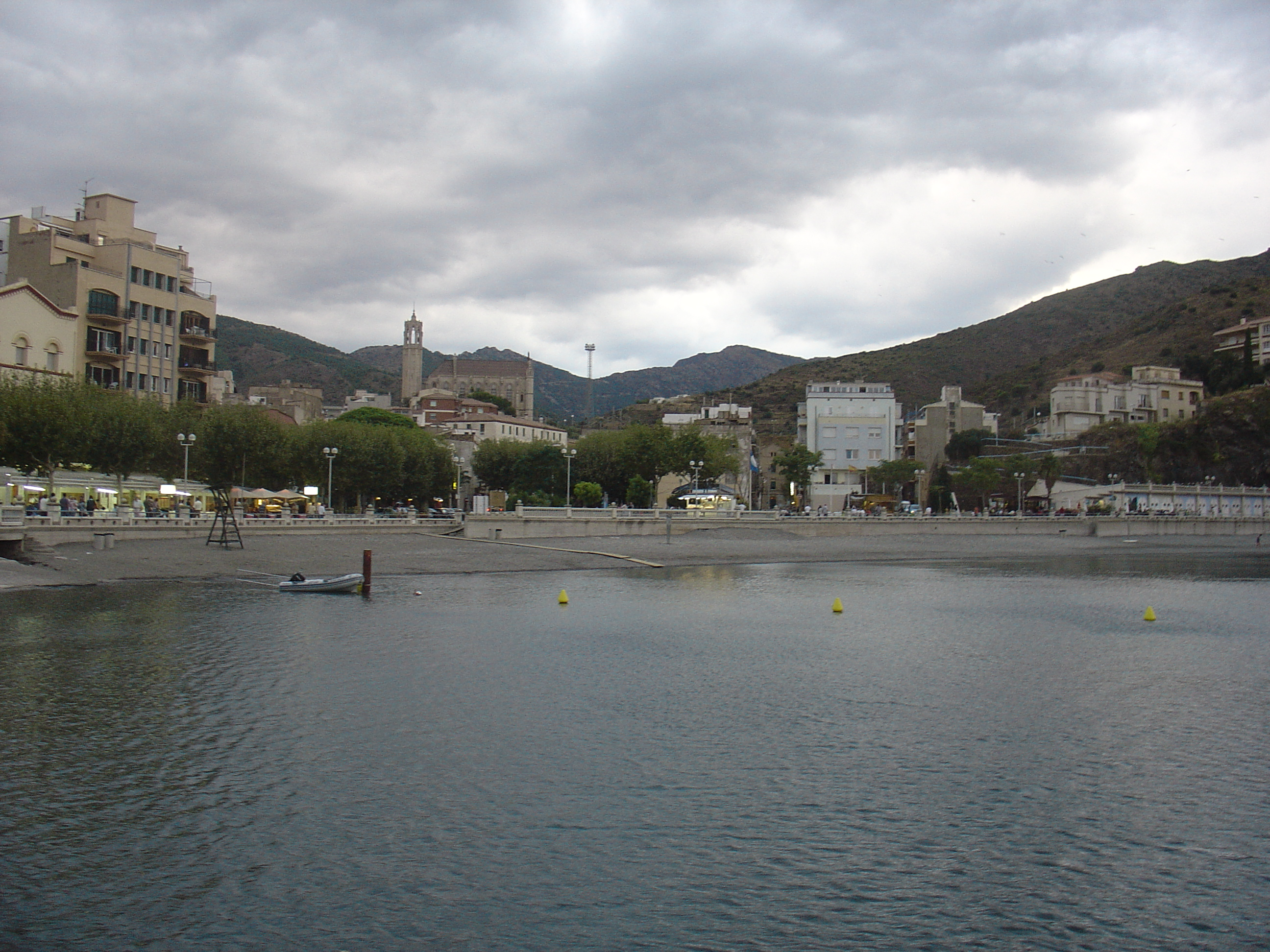
Veduta della cittadina
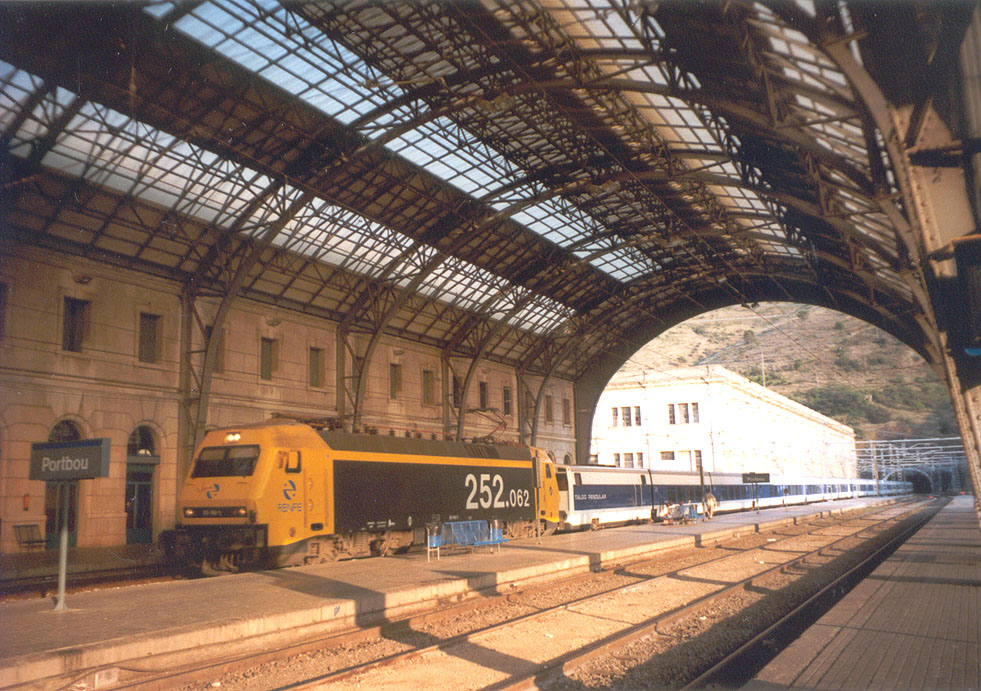
Stazione ferroviaria
L'Alt Empordà nella Catalogna
Portbou nell'Alt Empordà
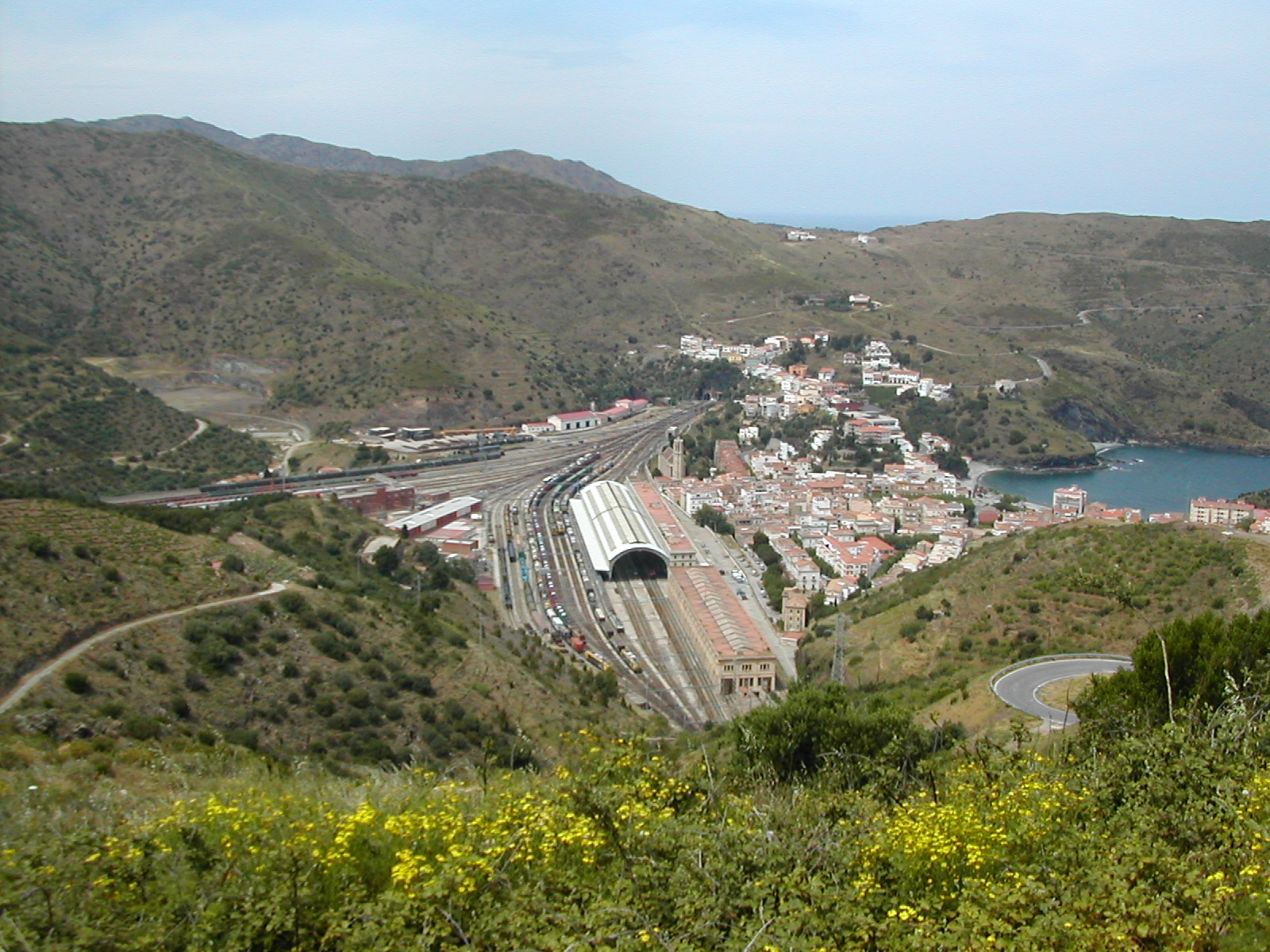
Panorama dall'alto
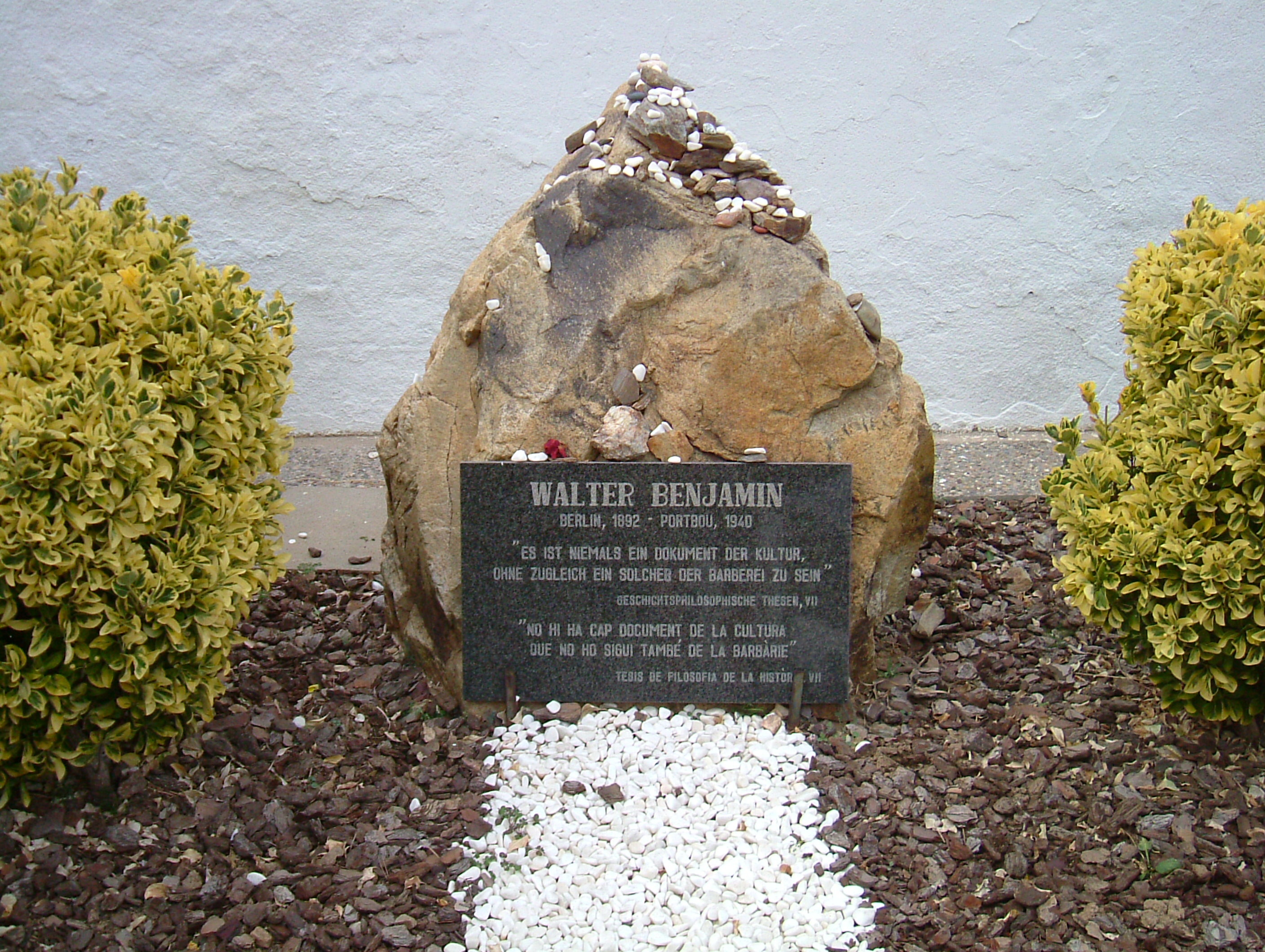
Monumento a Walter Benjamin
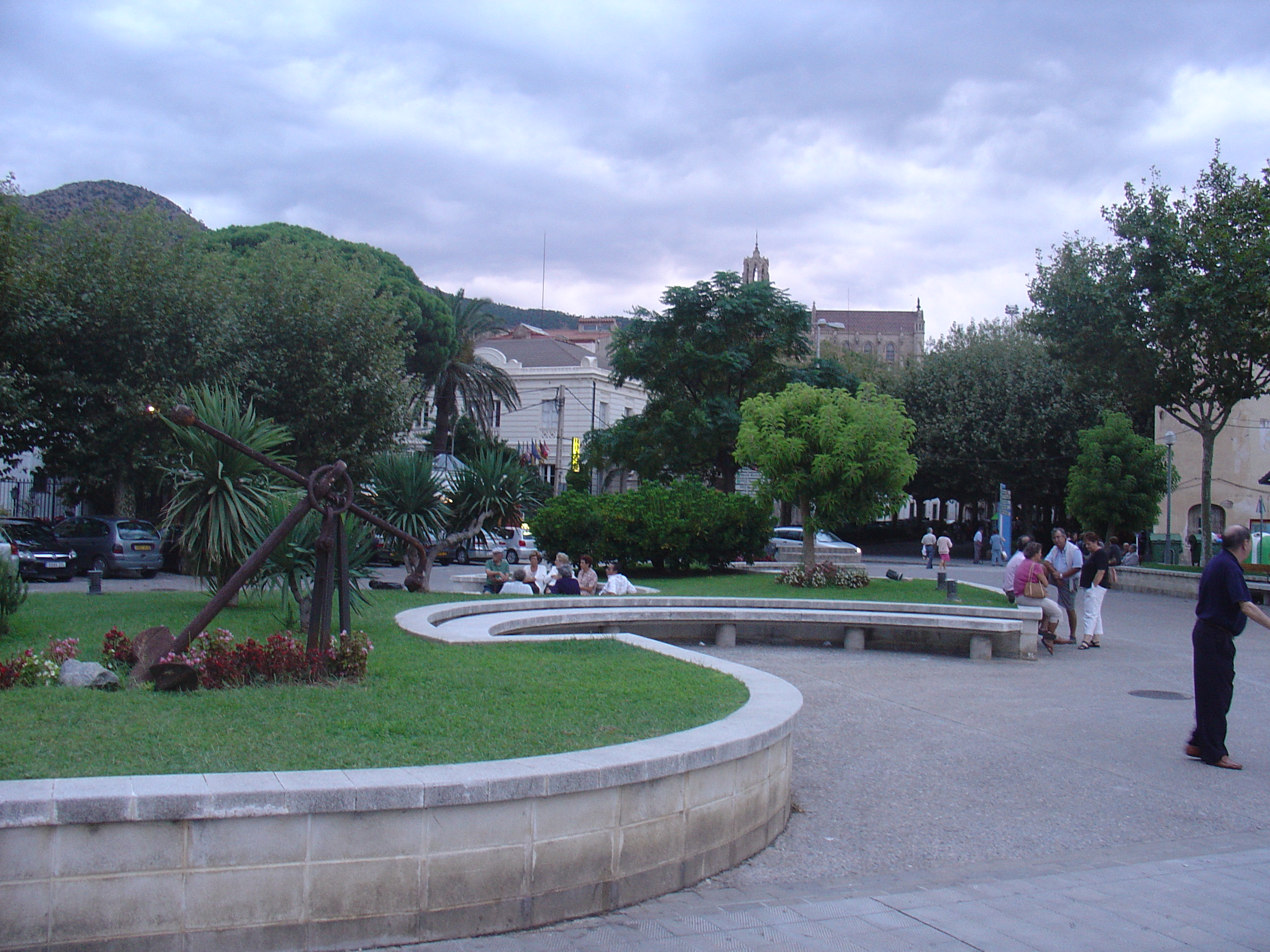
Parco cittadino
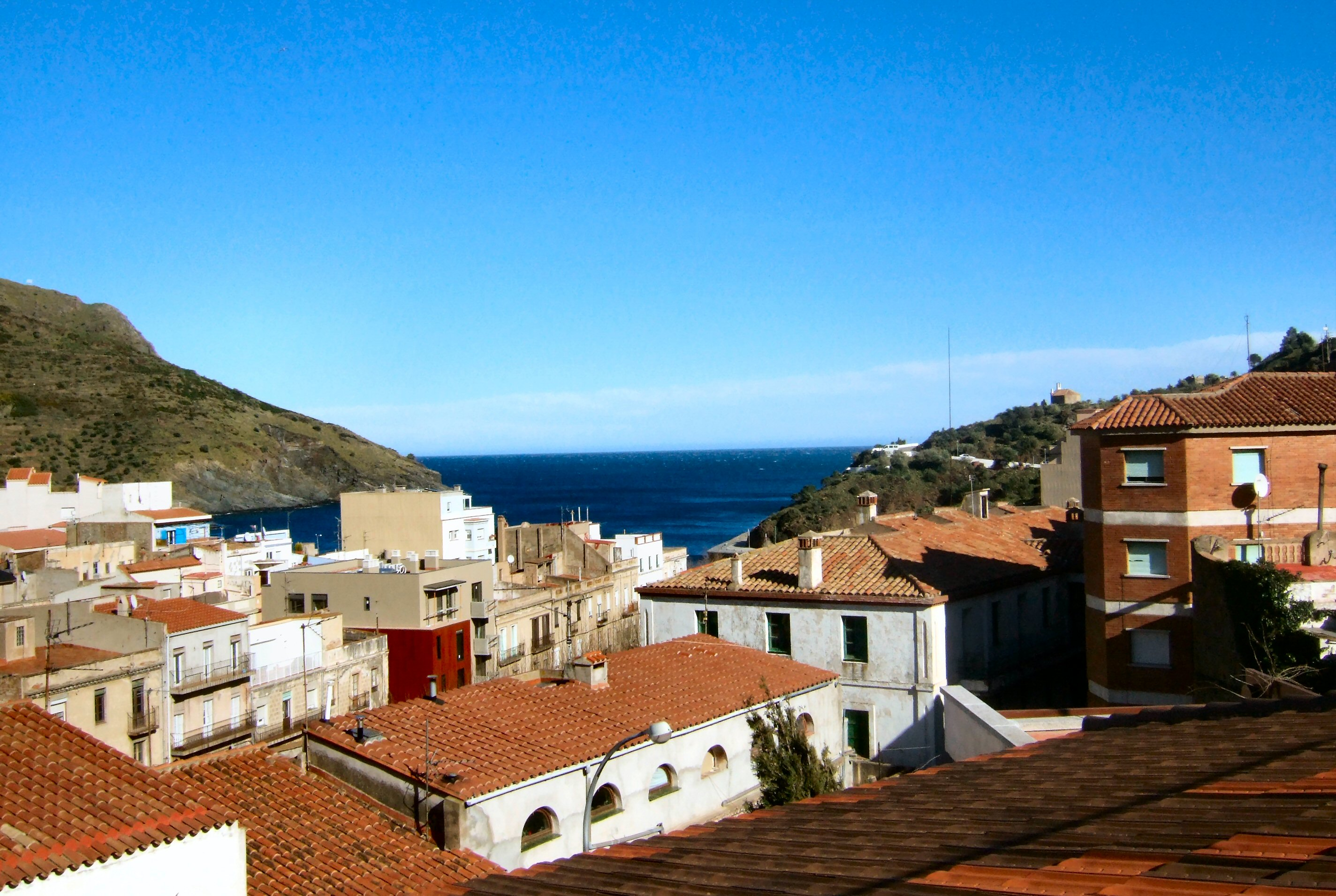
Case del centro